# Loreto Mattei
Loreto Mattei, né à Rieti le 4 avril 1622 et mort dans la même ville le 24 juin 1705, est un poète italien et l’un des premiers membres de l’Académie d'Arcadie.

## Biographie
Loreto Mattei naquit le 4 avril 1622 à Rieti, dans l’Ombrie, d’une famille noble. Il parvint dans sa patrie aux premiers emplois de la magistrature; mais ayant eu le malheur de perdre son épouse, il embrassa l’état ecclésiastique, et son mérite l’aurait élevé à la dignité épiscopale, si le pape Innocent XI ne s’y fût opposé, uniquement parce qu’il avait été marié. Loreto cultivait la poésie depuis sa jeunesse avec beaucoup de succès ; mais il n’avait pas pu se préserver entièrement du mauvais goût introduit dans la littérature par Giambattista Marino et ses partisans. Il regretta dans la suite de n’avoir pas pris les anciens pour modèle, et il chercha à corriger les défauts de son style ; mais son âge avancé ne lui permit pas de faire de grands progrès dans la nouvelle route où il était entré. Il fut admis à l’Académie d'Arcadie en 1692, et mourut le 24 juin 1705, à Rome suivant Tiraboschi (Istor. della letteratura ital.), mais plus vraisemblablement à Rieti.

## Œuvres
- Il Salmista Toscano, Macerata, 1671 ; 2e édit., corrigée, Bologne, 1683, et souvent réimprimée depuis. C’est une traduction ou plutôt une paraphrase en vers des Psaumes de David. Cet ouvrage fut critiqué par Domenico Bartoli, qui se cacha sous le nom de Nicodemo Librato. Mattei, au lieu de répondre à son censeur, profita de ses avis pour corriger son ouvrage.
- La Cantica distribuita in egloghe, Vienne, 1686. C’est une paraphrase du Cantique des Cantiques, partagée en huit églogues, intitulées Le Désert, La Campagne, La Nuit, La Dot, Le Festin, Le Jardin, Le Triomphe de la beauté et Le Paradis de l’amour divin.
- Innodia sacra, parafrasi armonica degli inni del Breviario romano, Bologne, 1689 ;
- Metamorfosi lirica d’Horatio parafrasato, e moralizato, Rieti, 1679. in-8° ; Bologne, 1681, in-12 ; ibid., 1682, 1686, in-8° ; Milan, 1714, in-12 ;
- L’Arte poetica d’Horatio parafrasata, Bologne, 1686, in-8° ;
- Teorica del verso volgare, e prattica di retta pronuntia, con un problema della lingua latina, e toscana in bilancia, Venise, 1695, in-12, ouvrage curieux et peu commun. Les principaux ouvrages de Mattei ont été recueillis à Milan en 1715. Il a laissé plusieurs morceaux de littérature dont on trouve les titres dans son Éloge par Gerolamo Vincentini, inséré au tome 2 des Vite degli Arcadi illustri.